# Вулиця Лесі Українки (Черкаси)
Ву́лиця Ле́сі Украї́нки — вулиця в Черкасах.

## Розташування
Вулиця починається від вулиці Одеської і простягається на південний захід, впираючись у вулицю Оборонну.

## Опис
Вулиця вузька, повністю асфальтована.

## Походження назви
Вулиця була утворена 1961 року і названа на честь Лесі Українки, української письменниці.

## Будівлі
По вулиці розташовані ліворуч приватні будинки, праворуч багатоповерхівки та швейна фабрика «Леся Українка».